# Estípit (micologia)

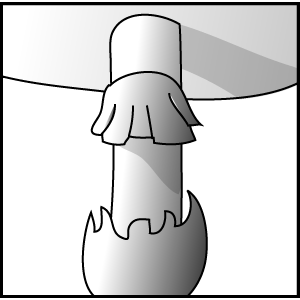
Diagrama de l'estípit d'un fong basidiomicet mostrant l'anell i la volva que tenen algunes espècies i que serveix per identificar-les

En micologia, l'estípit o cama és la mena de tija que dona suport al pileus o capell de molts bolets. Com els altres teixits del bolet, excepte l'himeni, l'estípit està compost de teixit estèril d'hifes. En alguns casos tanmateix l'himeni fèrtil s'estén una mica cap avall de l'estípit.
No tots els fongs disposen d'estípit.
El benefici evolutiu de disposar d'estípit es considera que és el de facilitar la dispersió de les espores. Un fong alçat per sobre del sòl facilita l'acció del vent i del pas dels animals per a dispersar-ne les espores.

## Característiques a tenir en compte
1. Textura de l'estípit (fibrosa, ferma, etc.)
2. Si conserva restes d'anell o volva.
3. Si l'estípit està fos amb la base.
4. Mida general i forma.
5. Si l'estípit sota terra forma una mena de rizoma.

## Ornamentació de la superfície

Escamós
Finament escamosa, granulosa
Pigallat
Reticulat
Zonat
Fibrós
Acanalat
Solcat